# Kuroko
Kuroko  (黒子 "persona negra"/"ropas negras"?) son los tramoyistas en el tradicional teatro japonés, que se visten enteros de negro.

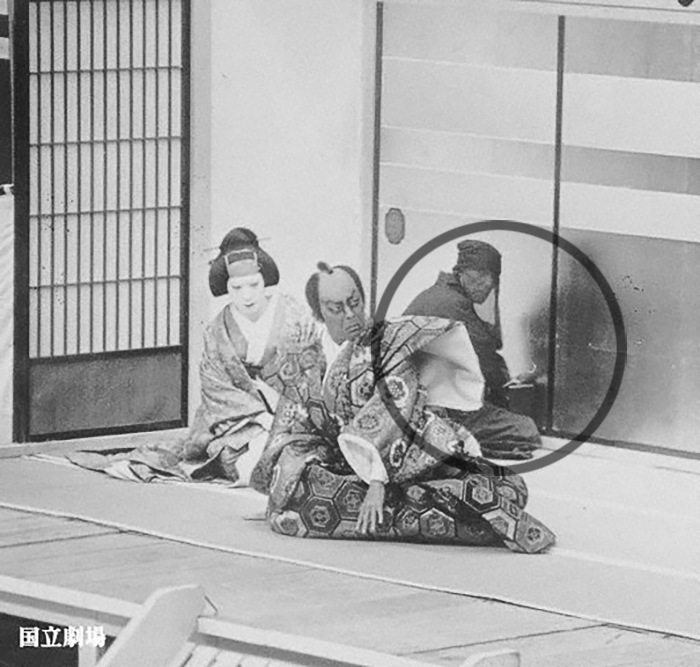
Un kuroko detrás de los actores en el escenario.

En el kabuki, los kuroko realizan muchas de las acciones de las que se encarga el personal del teatro. Mueven la escenografía y la utilería por el escenario, ayudando en los cambios de escena y cambios de vestuario. También suelen interpretar los papeles de los animales, de los fuegos fatuos, u otros papeles que no son interpretados por un actor con el traje completo, pero manteniendo un apoyo. El kuroko va vestido todo de negro, de pies a cabeza, con el fin de hacerlos que sean una parte lo menos visible posible en el escenario.
El hecho de vestir de negro, que se utiliza para indicar que la persona es invisible en el escenario, es un elemento central también en el teatro de títeres bunraku. A veces el kuroko se visten de blanco o azul con el fin de mezclarse con el fondo en una escena, por ejemplo, en una tormenta de nieve, o en el mar, en cuyo caso se les conoce como yukigo (雪子 persona de nieve?) o namigo (波子 persona de ola?) respectivamente. Como esta idea se extendió a los actores del kabuki que interpretaban a sigilosos ninjas, el historiador Stephen Turnbull sugiere que la imagen estereotipada de un ninja vestido todo de negro deriva del kabuki. Ciertamente los ninjas, antes de la llegada de kabuki, podrían haber vestido de esta manera de vez en cuando para el trabajo nocturno, pero tan bien es cierto que no vestirían completamente de negro en todo momento.
En el teatro nō, una koken, vestido negro, pero sin máscara, sirve para el mismo propósito.

## Ejemplos de la cultura popular
- Los métodos del kuroko eran de uso frecuente por el fallecido Nagi Noda, en particular en el videoclip de Scissor Sisters de She's My Man y el vídeo de MEG de Precious.
- Un personaje kuroko aparece en algunos de los videojuegos de las series de Samurai Shodown y Power Instinct como el árbitro, y también como un personaje secreto jugable ocasionalmente.
- Pretty Polly protagonizó una actuación en directo kuroko el 30 de octubre de 2007 en Londres.
- Los sirvientes personales de Ryoko Mendou en el manga y el anime Urusei Yatsura eran kurokos.
- Kuroko se utilizan ampliamente en dos series de Súper Sentai, como Ninpū Sentai Hurricaneger (2002) y Samurai Sentai Shinkenger (2009). En el caso de este último, cuando Kamen Rider Decade se mezcló con Shinkenger, Tsukasa Kadoya alias Kamen Rider Decace aparece en el mundo de la Sentai como uno de los kuroko de la familia Shiba.
- El personaje principal del manga Kuroko no Basuke tiene la capacidad de la distracción, lo que lo hace casi invisible. Esta es una referencia a la invisibilidad del kuroko.